# Nemopistha hennini

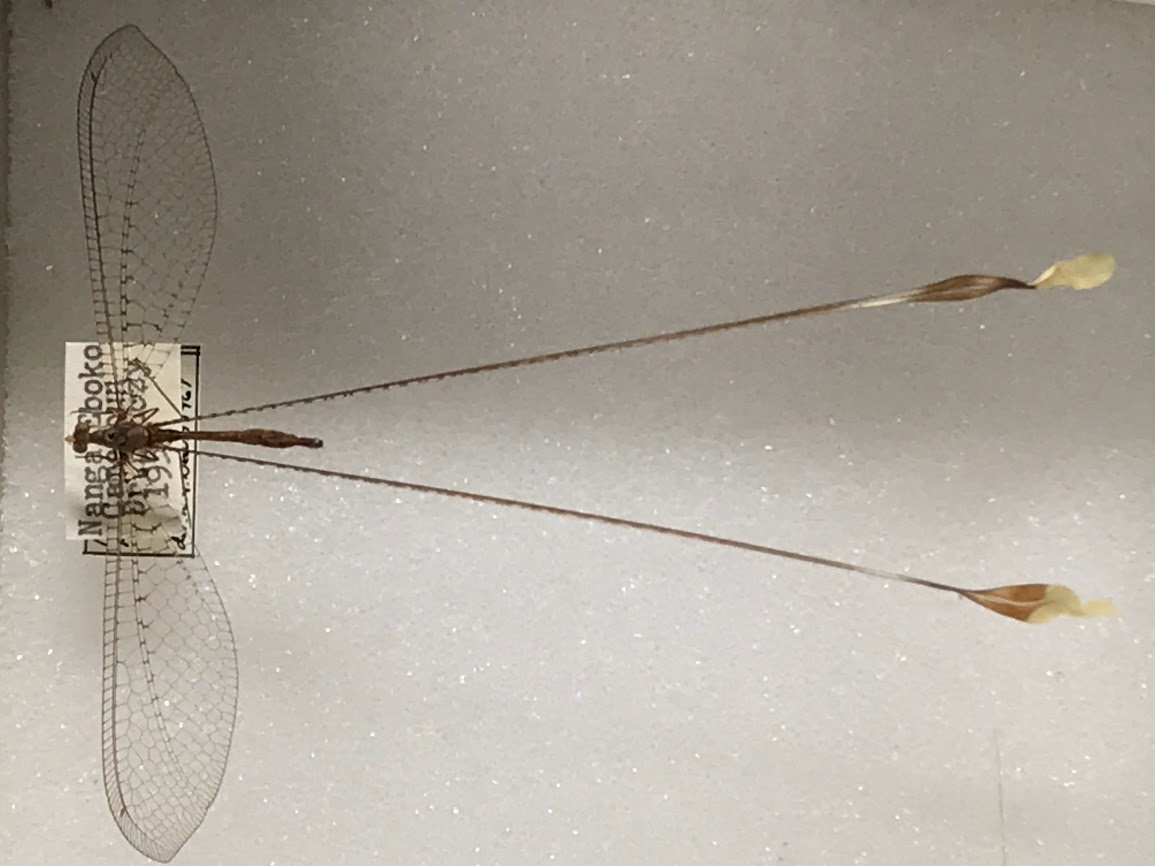
Nemopistha hennini

Nemopistha hennini är en insektsart som beskrevs av Luisa Eugenia Navas 1911. Nemopistha hennini ingår i släktet Nemopistha och familjen Nemopteridae. Inga underarter finns listade i Catalogue of Life.